# Lijst van county's in Kentucky
De Amerikaanse staat Kentucky is onderverdeeld in 120 county's. Het grote aantal county's is te wijten aan een oude wet die bepaalde dat de hoofdplaats vanaf de grens van het county met één dagrit te paard te bereiken moest zijn.

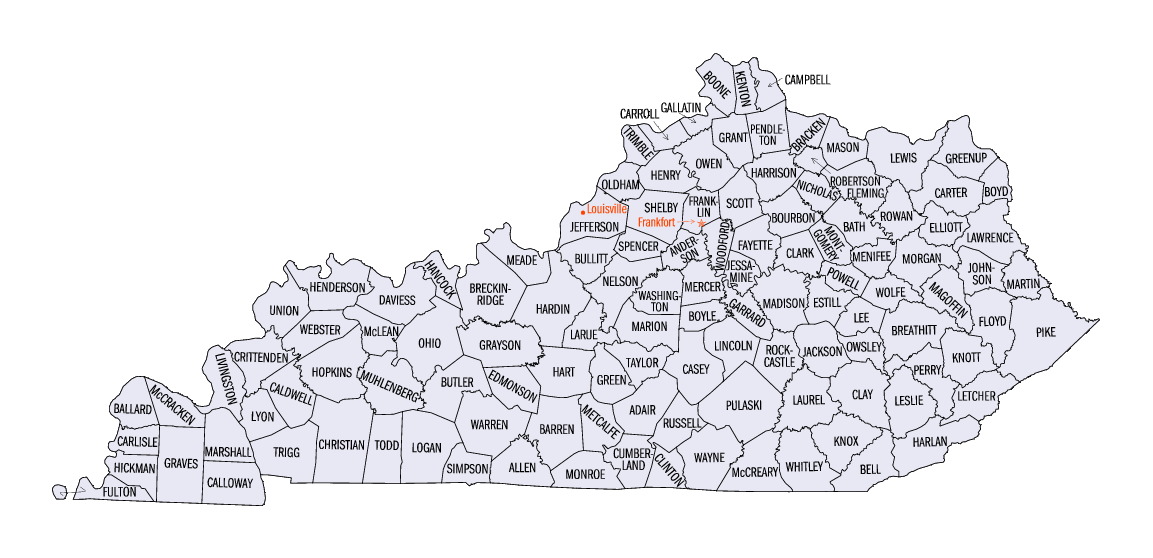
County's van Kentucky

| County       | Inwoners 1 juli 2007 | Hoofdplaats            | Inwoners 1 juli 2007 |
| ------------ | -------------------- | ---------------------- | -------------------- |
| Adair        | 17.830               | Columbia               | 4236                 |
| Allen        | 18.899               | Scottsville            | 4545                 |
| Anderson     | 21.245               | Lawrenceburg           | 9926                 |
| Ballard      | 8307                 | Wickliffe              | 793                  |
| Barren       | 41.184               | Glasgow                | 14.202               |
| Bath         | 11.592               | Owingsville            | 1570                 |
| Bell         | 28.987               | Pineville              | 1980                 |
| Boone        | 112.459              | Burlington             | 13.932               |
| Bourbon      | 19.756               | Paris                  | 9260                 |
| Boyd         | 48.481               | Catlettsburg           | 1966                 |
| Boyle        | 28.664               | Danville               | 15.441               |
| Bracken      | 8574                 | Brooksville            | 568                  |
| Breathitt    | 15.651               | Jackson                | 2371                 |
| Breckenridge | 19.086               | Hardinsburg            | 2431                 |
| Bullitt      | 73.931               | Shepherdsville         | 9111                 |
| Butler       | 13.256               | Morgantown             | 2568                 |
| Caldwell     | 12.769               | Princeton              | 6350                 |
| Calloway     | 36.189               | Murray                 | 16.339               |
| Campbell     | 86.858               | Alexandria Newport     | 8477 15.580          |
| Carlisle     | 5166                 | Bardwell               | 769                  |
| Carroll      | 10.527               | Carrollton             | 3887                 |
| Carter       | 27.424               | Grayson                | 3991                 |
| Casey        | 16.169               | Liberty                | 1880                 |
| Christian    | 80.868               | Hopkinsville           | 31.638               |
| Clark        | 35.550               | Winchester             | 16.572               |
| Clay         | 23.730               | Manchester             | 1933                 |
| Clinton      | 9536                 | Albany                 | 2305                 |
| Crittenden   | 9130                 | Marion                 | 3069                 |
| Cumberland   | 6876                 | Burkesville            | 1693                 |
| Daviess      | 93.756               | Owensboro              | 55.398               |
| Edmonson     | 11.978               | Brownsville            | 1035                 |
| Elliott      | 7139                 | Sandy Hook             | 710                  |
| Estill       | 14.975               | Irvine                 | 2678                 |
| Fayette      | 279.044              | Lexington              | 279.044              |
| Fleming      | 14.695               | Flemingsburg           | 2673                 |
| Floyd        | 42.021               | Prestonsburg           | 3846                 |
| Franklin     | 48.425               | Frankfort              | 27.098               |
| Fulton       | 6795                 | Hickman                | 2227                 |
| Gallatin     | 8035                 | Warsaw                 | 1803                 |
| Garrard      | 17.041               | Lancaster              | 4395                 |
| Grant        | 25.161               | Williamstown           | 3486                 |
| Graves       | 37.557               | Mayfield               | 10.225               |
| Grayson      | 25.356               | Leitchfield            | 6504                 |
| Green        | 11.572               | Greensburg             | 2395                 |
| Greenup      | 37.270               | Greenup                | 1185                 |
| Hancock      | 8617                 | Hawesville             | 978                  |
| Hardin       | 97.949               | Elizabethtown          | 23.777               |
| Harlan       | 31.065               | Harlan                 | 1880                 |
| Harrison     | 18.552               | Cynthiana              | 6272                 |
| Hart         | 18.409               | Munfordville           | 1601                 |
| Henderson    | 45.296               | Henderson              | 27.768               |
| Henry        | 15.711               | New Castle             | 910                  |
| Hickman      | 4938                 | Clinton                | 1331                 |
| Hopkins      | 46.286               | Madisonville           | 19.076               |
| Jackson      | 13.586               | McKee                  | 854                  |
| Jefferson    | 709.264              | Louisville             | 557.789              |
| Jessamine    | 45.555               | Nicholasville          | 25.854               |
| Johnson      | 24.012               | Paintsville            | 4108                 |
| Kenton       | 156.675              | Covington Independence | 43.062 21.202        |
| Knott        | 17.280               | Hindman                | 759                  |
| Knox         | 32.528               | Barbourville           | 3576                 |
| LaRue        | 13.661               | Hodgenville            | 2779                 |
| Laurel       | 57.351               | London                 | 7933                 |
| Lawrence     | 16.322               | Louisa                 | 2071                 |
| Lee          | 7441                 | Beattyville            | 1113                 |
| Leslie       | 11.777               | Hyden                  | 193                  |
| Letcher      | 24.014               | Whitesburg             | 1489                 |
| Lewis        | 13.885               | Vanceburg              | 1707                 |
| Lincoln      | 25.245               | Stanford               | 3433                 |
| Livingston   | 9610                 | Smithland              | 389                  |
| Logan        | 27.129               | Russellville           | 7275                 |
| Lyon         | 8253                 | Eddyville              | 2406                 |
| Madison      | 81.103               | Richmond               | 32.333               |
| Magoffin     | 13.186               | Salyersville           | 1572                 |
| Marion       | 18.933               | Lebanon                | 5931                 |
| Marshall     | 31.258               | Benton                 | 4380                 |
| Martin       | 11.644               | Inez                   | 436                  |
| Mason        | 17.190               | Maysville              | 9159                 |
| McCracken    | 64.765               | Paducah                | 25.539               |
| McCreary     | 17.326               | Whitley City           | 1127                 |
| McLean       | 9731                 | Calhoun                | 795                  |
| Meade        | 27.270               | Brandenburg            | 2157                 |
| Menifee      | 6764                 | Frenchburg             | 564                  |
| Mercer       | 21.814               | Harrodsburg            | 8165                 |
| Metcalfe     | 10.268               | Edmonton               | 1638                 |
| Monroe       | 11.663               | Tompkinsville          | 2634                 |
| Montgomery   | 25.228               | Mount Sterling         | 6782                 |
| Morgan       | 14.236               | West Liberty           | 3338                 |
| Muhlenberg   | 31.341               | Greenville             | 4252                 |
| Nelson       | 42.517               | Bardstown              | 11.150               |
| Nicholas     | 6889                 | Carlisle               | 2104                 |
| Ohio         | 23.560               | Hartford               | 2641                 |
| Oldham       | 55.935               | La Grange              | 6290                 |
| Owen         | 11.390               | Owenton                | 1476                 |
| Owsley       | 4613                 | Booneville             | 147                  |
| Pendleton    | 15.058               | Falmouth               | 2076                 |
| Perry        | 29.213               | Hazard                 | 4789                 |
| Pike         | 65.544               | Pikeville              | 6288                 |
| Powell       | 13.811               | Stanton                | 3137                 |
| Pulaski      | 60.148               | Somerset               | 12.320               |
| Robertson    | 2202                 | Mount Olivet           | 277                  |
| Rockcastle   | 16.687               | Mount Vernon           | 2595                 |
| Rowan        | 22.559               | Morehead               | 7642                 |
| Russell      | 17.140               | Jamestown              | 1728                 |
| Scott        | 42.954               | Georgetown             | 21.074               |
| Shelby       | 40.458               | Shelbyville            | 11.173               |
| Simpson      | 17.070               | Franklin               | 8019                 |
| Spencer      | 16.837               | Taylorsville           | 1208                 |
| Taylor       | 23.917               | Campbellsville         | 10.947               |
| Todd         | 12.044               | Elkton                 | 1961                 |
| Trigg        | 13.401               | Cadiz                  | 2596                 |
| Trimble      | 8983                 | Bedford                | 741                  |
| Union        | 15.092               | Morganfield            | 3310                 |
| Warren       | 104.023              | Bowling Green          | 54.244               |
| Washington   | 11.558               | Springfield            | 2863                 |
| Wayne        | 20.637               | Monticello             | 6169                 |
| Webster      | 13.890               | Dixon                  | 620                  |
| Whitley      | 38.342               | Williamsburg           | 5180                 |
| Wolfe        | 7043                 | Campton                | 408                  |
| Woodford     | 24.314               | Versailles             | 7818                 |

Alabama · Alaska · Arizona · Arkansas · Californië · Colorado · Connecticut · Delaware · Florida · Georgia · Hawaï · Idaho · Illinois · Indiana · Iowa · Kansas · Kentucky · Louisiana · Maine · Maryland · Massachusetts · Michigan · Minnesota · Mississippi · Missouri · Montana · Nebraska · Nevada · New Hampshire · New Jersey · New Mexico · New York · North Carolina · North Dakota · Ohio · Oklahoma · Oregon · Pennsylvania · Rhode Island · South Carolina · South Dakota · Tennessee · Texas · Utah · Vermont · Virginia · Washington · West Virginia · Wisconsin · Wyoming